# Base aérienne de Bila Tserkva
La base aérienne de Bila Tserkva (en ukrainien : Білоцерківський аеродром), aussi connue sous le nom de Base aériene Hayok (Авіабаза «Гайок»),  est une base aérienne (code OACI : UKBC) situé proche de Bila Tserkva en Ukraine.

## Historique
La base a été utilisée par le 251e régiment de bombardement à long rayon d'action, par la 1333e Base d'Aviation de réserve pour des Soukhoï Su-24ET, des Aero L-39 Albatros. 

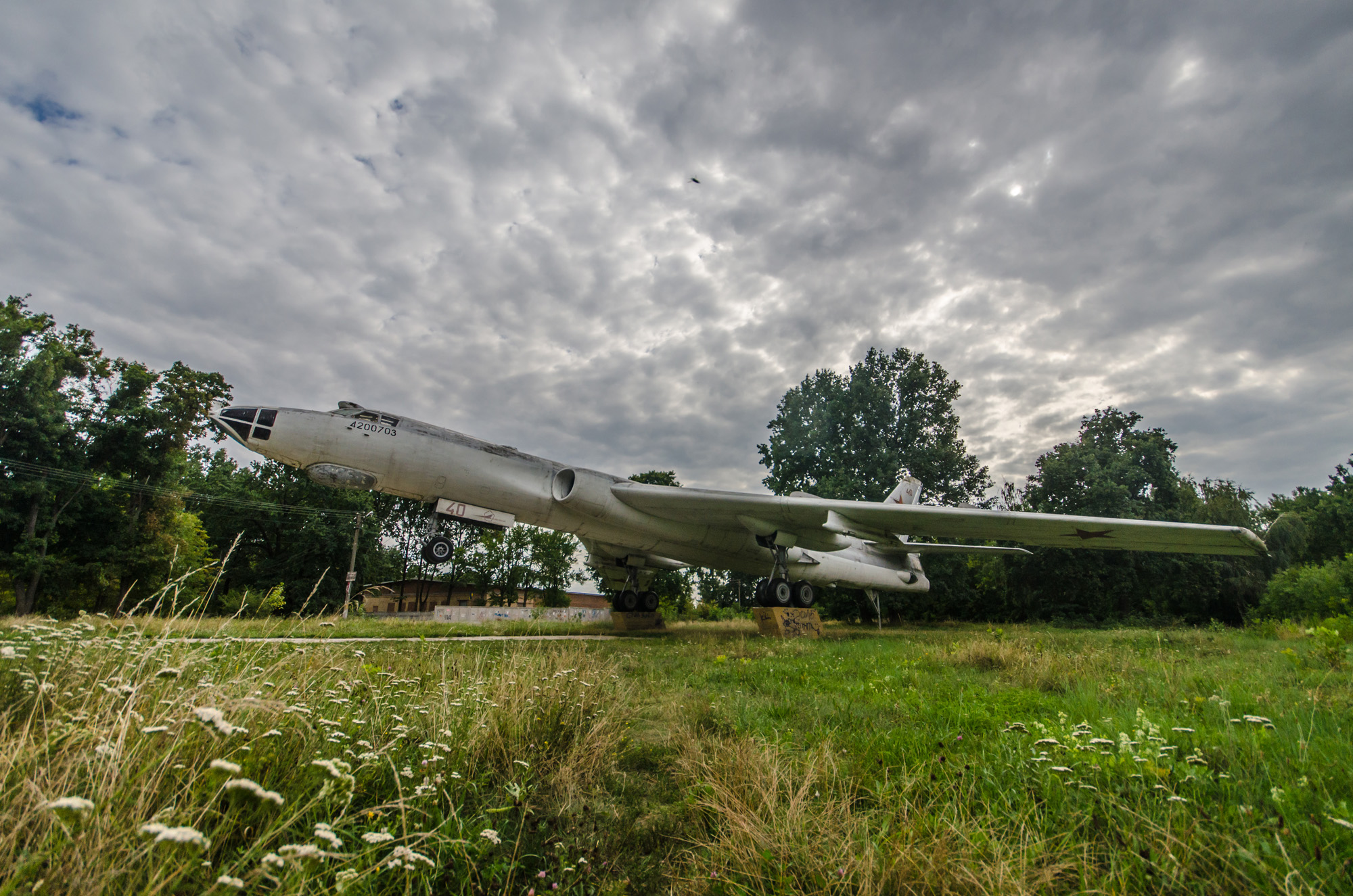
Monument de 1984 d'un Tu-16 du 251e.

### Situation
| Berdiansk Oujhorod Brody Ouman Kanatove Konotop Djankoï Tchouhouïv Kryvyï Rih Donetsk Sébastopol DniproVesseloïeBaheroveHorodokChersonèseGvardeïskoïeKatchaIvano-Frankivsk Izmaïl JovtneveJytomyr Koulbakino Kharkiv · Charcovie Khmelnytskyï Kherson KrementchoukKiev/Kyïv · Jouliany Kiev/Kyïv · Boryspil Kryvyï Rih Kolomya Loutsk Louhansk LvivMarioupol Mykolaïv Myrhorod Nijyn Odessa Poltava Rivne Sambir Simferopol Starokostiantyniv Tchernivtsi Vinnytsia Zaporijjia |